# Комитет за телевизия и радио
Комитет за телевизия и радио е бивша държавна институция в Народна република България, пряко подчинена на Министерския съвет. Тя е преобразувана на няколко пъти, като променя наименованието и мястото си в административната йерархия. Основната ѝ функция е да осъществява политически контрол върху съдържанието на радиопредаванията, а по-късно и на телевизионните предавания в страната, както и пропагандата в чужбина чрез предавания на чужди езици.
През 40-те години институцията е подчинена на Министерския съвет с името Главна дирекция на радиоразпръскването и основната ѝ функция е надзорът над Българското радио. През 1952 година е преобразувана в Комитет за радиоинформация. През 1954 година е присъединена към Министерството на културата, а след създаването на Българска телевизия, тя също минава на нейно подчинение. През 1971 година Главна дирекция „Българска телевизия и радио“ е отделена от министерството и е преобразувана в Комитет за телевизия и радио, пряко подчинен на Министерския съвет. През 1977-1982 година отново е в състава на Комитета за изкуство и култура, след което възстановява самостоятелността си.
През 1990 година комитетът е закрит, като радиото и телевизията стават самостоятелни институции с особен статут.